# Szwajcaria na Letnich Igrzyskach Olimpijskich 1924
Szwajcarię na Letnich Igrzyskach Olimpijskich 1924 reprezentowało 141 zawodników: 136 mężczyzn i 5 kobiet. Był to siódmy start reprezentacji Szwajcarii na letnich igrzyskach olimpijskich.

## Zdobyte medale
| Medal  | Zawodnik | Dyscyplina           | Konkurencja                          | Rezultat                                   |
| ------ | --- | -------------------- | ------------------------------------ | ------------------------------------------ |
| Złoto  | August Güttinger | Gimnastyka           | ćwiczenia na poręczach               | 21,630 pkt                                 |
| Złoto  | Josef Wilhelm | Gimnastyka           | ćwiczenia na koniu z łękami          | 21,230 pkt                                 |
| Złoto  | Alphonse Gemuseus | Jeździectwo          | skoki przez przeszkody indywidualnie | 6,0                                        |
| Złoto  | Édouard Candeveau, Alfred Felber, Émile Lachapelle | Wioślarstwo          | dwójka ze sternikiem                 | 8:39,0                                     |
| Złoto  | Émile Albrecht, Alfred Probst, Eugen Sigg, Hans Walter, Émile Lachapelle | Wioślarstwo          | Czwórka ze sternikiem                | 7:18,4                                     |
| Złoto  | Hermann Gehri | Zapasy               | waga półśrednia styl wolny           |                                            |
| Złoto  | Fritz Hagmann | Zapasy               | waga średnia styl wolny              |                                            |
| Srebro | Jean Gutweniger | Gimnastyka           | ćwiczenia na drążku                  | 19,236 pkt                                 |
| Srebro | Jean Gutweniger | Gimnastyka           | ćwiczenia na koniu z łękami          | 21,130 pkt                                 |
| Srebro | Alphonse Gemuseus, Werner Stuber, Hans Bühler | Jeździectwo          | skoki przez przeszkody drużynowo     | 50 pkt                                     |
| Srebro | Paul Martin | Lekkoatletyka        | bieg na 800 m mężczyzn               | 1:52,6                                     |
| Srebro | Willy Schärer | Lekkoatletyka        | bieg na 1500 m mężczyzn              | 3:55,0                                     |
| Srebro | Hans Pulver, Adolphe Reymond, Rudolf Ramseyer, August Oberhauser, Paul Schmiedlin, Aron Pollitz, Karl Ehrenbolger, Robert Pache, Walter Dietrich, Max Abegglen, Paul Fässler, Félix Bédouret, Adolphe Mengotti, Paul Sturzenegger, Edmond Kramer | Piłka nożna          | turniej mężczyzn                     | W finale ulegli reprezentacji Urugwaju 0:3 |
| Srebro | Fritz Hünenberger | Podnoszenie ciężarów | waga półciężka                       | 490,0 kg                                   |
| Srebro | Henri Wernli | Zapasy               | waga ciężka styl wolny               |                                            |
| Brąz   | Hans Grieder, August Güttinger, Jean Gutweniger, Georges Miez, Otto Pfister, Antoine Rebetez, Carl Widmer, Josef Wilhelm | Gimnastyka           | wielobój drużynowo                   | 816,661 pkt                                |
| Brąz   | Antoine Rebetez | Gimnastyka           | ćwiczenia na koniu z łękami          | 20,500 pkt                                 |
| Brąz   | August Güttinger | Gimnastyka           | Wspinanie się po linie               | 7,8                                        |
| Brąz   | Arthur Reinmann | Podnoszenie ciężarów | waga piórkowa                        | 382,5 kg                                   |
| Brąz   | Josias Hartmann | Strzelectwo          | karabin 50m leżąc indywidualnie      | 394 pkt                                    |
| Brąz   | Josef Schneider | Wioślarstwo          | jedynka mężczyzn                     | 8:01,1                                     |
| Brąz   | Rudolf Bosshard, Heinrich Thoma | Wioślarstwo          | dwójka podwójna                      |                                            |
| Brąz   | Émile Albrecht, Alfred Probst, Eugen Sigg, Hans Walter | Wioślarstwo          | czwórka bez sternika                 |                                            |
| Brąz   | Otto Müller | Zapasy               | waga półśrednia styl wolny           |                                            |
| Brąz   | Charles Courant | Zapasy               | waga półciężka styl wolny            |                                            |

## Skład kadry

### Boks
| Zawodnik        | Konkurencja     | 1/16               | 1/8               | Ćwierćfinał      | Półfinał         | Finał            | Finał   |
| Zawodnik        | Konkurencja     | Przeciwnik Wynik   | Przeciwnik Wynik  | Przeciwnik Wynik | Przeciwnik Wynik | Przeciwnik Wynik | Miejsce |
| --------------- | --------------- | ------------------ | ----------------- | ---------------- | ---------------- | ---------------- | ------- |
| R. Nyffeler     | waga musza      | BYE                | Stephen Rennie P  | NQ               | NQ               | NQ               | 9.      |
| Johann Weidel   | waga kogucia    | BYE                | Antonio Sánchez P | NQ               | NQ               | NQ               | 9.      |
| Jean Sauthier   | waga piórkowa   | BYE                | Bruno Petrarca P  | NQ               | NQ               | NQ               | 9.      |
| Louis Sauthier  | waga półśrednia | Jean Delarge P     | NA                | NA               | NA               | NA               | 17.     |
| Teodor Stauffer | waga półśrednia | Alexander Decker W | Alfredo Santoro W | Patrick Dwyer P  | NQ               | NQ               | 5.      |
| Edouard Siebert | waga średnia    | BYE                | Harry Mallin P    | NQ               | NQ               | NQ               | 9.      |
| Georges Givel   | waga średnia    | Jules Steichen W   | John Elliott P    | NQ               | NQ               | NQ               | 9.      |

### Gimnastyka
| Zawodnik | Konkurencja                 | Finał      | Finał   |
| Zawodnik | Konkurencja                 | Wynik      | Miejsce |
| --- | --------------------------- | ---------- | ------- |
| August Güttinger                                                                                                  | wielobój indywidualnie      | 105,176    | 7.      |
| Jean Gutweniger                                                                                                   | wielobój indywidualnie      | 102,342    | 14.     |
| Hans Grieder | wielobój indywidualnie      | 99,646     | 22.     |
| Georges Miez | wielobój indywidualnie      | 98,796     | 23.     |
| Josef Wilhelm | wielobój indywidualnie      | 97,096     | 25.     |
| Otto Pfister | wielobój indywidualnie      | 95,746     | 28.     |
| Carl Widmer | wielobój indywidualnie      | 94,936     | 32.     |
| Antoine Rebetez                                                                                                   | wielobój indywidualnie      | 89,583     | 38.     |
| August Güttinger Jean Gutweniger Hans Grieder Georges Miez Josef Wilhelm Otto Pfister Carl Widmer Antoine Rebetez | wielobój drużynowo          | 816,661    | brąz    |
| August Güttinger                                                                                                  | skok przez konia wzdłuż     | 9,08       | 17.     |
| Jean Gutweniger                                                                                                   | skok przez konia wzdłuż     | 8,37       | 23.     |
| Otto Pfister | skok przez konia wzdłuż     | 8,33       | 24.     |
| Georges Miez | skok przez konia wzdłuż     | 8,17       | 25.     |
| Hans Grieder | skok przez konia wzdłuż     | 7,08       | 41.     |
| Josef Wilhelm | skok przez konia wzdłuż     | 6,87       | 46.     |
| Carl Widmer | skok przez konia wzdłuż     | 4,83       | 57.     |
| Antoine Rebetez                                                                                                   | skok przez konia wzdłuż     | 0,0        | 67.     |
| Hans Grieder | skok przez konia wszerz     | 9,17       | 29.     |
| Josef Wilhelm | skok przez konia wszerz     | 9,06       | 34.     |
| Otto Pfister | skok przez konia wszerz     | 8,86       | 39.     |
| Georges Miez | skok przez konia wszerz     | 8,70       | 42.     |
| Jean Gutweniger                                                                                                   | skok przez konia wszerz     | 8,50       | 46.     |
| August Güttinger                                                                                                  | skok przez konia wszerz     | 8,41       | 48.     |
| Antoine Rebetez                                                                                                   | skok przez konia wszerz     | 7,80       | 62.     |
| Carl Widmer | skok przez konia wszerz     | 7,66       | 63.     |
| August Güttinger                                                                                                  | ćwiczenia na poręczach      | 21,63      | złoto   |
| Josef Wilhelm | ćwiczenia na poręczach      | 21,40      | 4.      |
| Jean Gutweniger                                                                                                   | ćwiczenia na poręczach      | 21,26      | 8.      |
| Hans Grieder | ćwiczenia na poręczach      | 20,94      | 12.     |
| Georges Miez | ćwiczenia na poręczach      | 20,36      | 21.     |
| Carl Widmer | ćwiczenia na poręczach      | 19,76      | 31.     |
| Antoine Rebetez                                                                                                   | ćwiczenia na poręczach      | 19,08      | 35.     |
| Otto Pfister | ćwiczenia na poręczach      | 18,96      | 39.     |
| Jean Gutweniger                                                                                                   | ćwiczenia na drążku         | 19,236     | srebro  |
| Antoine Rebetez                                                                                                   | ćwiczenia na drążku         | 19,053     | 4.      |
| Georges Miez | ćwiczenia na drążku         | 19,050     | 5.      |
| August Güttinger                                                                                                  | ćwiczenia na drążku         | 18,886     | .       |
| Josef Wilhelm | ćwiczenia na drążku         | 17,150     | 22.     |
| Hans Grieder | ćwiczenia na drążku         | 16,946     | 24.     |
| Otto Pfister | ćwiczenia na drążku         | 16,920     | 25.     |
| Carl Widmer | ćwiczenia na drążku         | 16,190     | 31.     |
| Antoine Rebetez                                                                                                   | ćwiczenia na kółkach        | 17,920     | 30.     |
| Jean Gutweniger                                                                                                   | ćwiczenia na kółkach        | 17,846     | 32.     |
| August Güttinger                                                                                                  | ćwiczenia na kółkach        | 17,570     | 37.     |
| Josef Wilhelm | ćwiczenia na kółkach        | 17,386     | 40.     |
| Otto Pfister | ćwiczenia na kółkach        | 17,246     | 41.     |
| Hans Grieder | ćwiczenia na kółkach        | 17,070     | 43.     |
| Carl Widmer | ćwiczenia na kółkach        | 16,996     | 44.     |
| Georges Miez | ćwiczenia na kółkach        | 16,686     | 45.     |
| Josef Wilhelm | ćwiczenia na koniu z łękami | 21,230     | złoto   |
| Jean Gutweniger                                                                                                   | ćwiczenia na koniu z łękami | 21,130     | srebro  |
| Antoine Rebetez                                                                                                   | ćwiczenia na koniu z łękami | 20,730     | brąz    |
| Carl Widmer | ćwiczenia na koniu z łękami | 20,500     | 4.      |
| August Güttinger                                                                                                  | ćwiczenia na koniu z łękami | 19,600     | 8.      |
| Georges Miez | ćwiczenia na koniu z łękami | 18,830     | 14.     |
| Hans Grieder | ćwiczenia na koniu z łękami | 18,440     | 15.     |
| Otto Pfister | ćwiczenia na koniu z łękami | 18,430     | 16.     |
| August Güttinger                                                                                                  | wspinanie po linie          | 10 (7,8 S) | brąz    |
| Hans Grieder | wspinanie po linie          | 10 (9,0 S) | 18.     |
| Carl Widmer | wspinanie po linie          | 9 (9,2 s)  | 23.     |
| Georges Miez | wspinanie po linie          | 7 (9,6 s)  | 31.     |
| Otto Pfister | wspinanie po linie          | 7 (9,6 s)  | 31.     |
| Jean Gutweniger                                                                                                   | wspinanie po linie          | 6 (9,8 s)  | 35.     |
| Antoine Rebetez                                                                                                   | wspinanie po linie          | 5 (10,2 s) | 41.     |
| Josef Wilhelm | wspinanie po linie          | 4 (10,4 s) | 45.     |

### Jeździectwo
| Konkurencja              | Zawodnik             | Koń        | Finał | Finał |
| Konkurencja              | Zawodnik             | Koń        | Wynik | Poz.  |
| ------------------------ | -------------------- | ---------- | ----- | ----- |
| Ujeżdżenie indywidualnie | Henri von der Weid   | Uhlard     | 243,2 | 7.    |
| Ujeżdżenie indywidualnie | Adolphe Mercier      | Knabe      | 223,6 | 16.   |
| Ujeżdżenie indywidualnie | Werner Stuber        | Queen-Mary | 206,2 | 20.   |
| Ujeżdżenie indywidualnie | Charles Schlumberger | Kincses    | 189,4 | 21.   |

| Konkurencja         | Zawodnik                                                       | Koń        | Finał        | Finał   | Finał |
| Konkurencja         | Zawodnik                                                       | Koń        | Punkty karne | Miejsce |       |
| ------------------- | -------------------------------------------------------------- | ---------- | ------------ | ------- | ----- |
| Skoki indywidualnie | Alphonse Gemuseus                                              | Lucette    | 6,00         | złoto   |       |
| Skoki indywidualnie | Werner Stuber                                                  | Girandole  | 20,00        | 14.     |       |
| Skoki indywidualnie | Hans Bühler                                                    | Sailor Boy | 24,00        | 20.     |       |
| Skoki indywidualnie | Henri von der Weld                                             | Admiral    | 24,00        | 21.     |       |
| Skoki drużynowo     | Alphonse Gemuseus Werner Stuber Hans Bühler Henri von der Weld | jak wyżej  | 50,00        | srebro  |       |

| Konkurencja        | Zawodnik                                                     | Koń         | Ujeżdżenie          | Próba terenowa      | Skoki               | Razem  | Pozycja |
| ------------------ | ------------------------------------------------------------ | ----------- | ------------------- | ------------------- | ------------------- | ------ | ------- |
| WKKW indywidualnie | Hans Bühler                                                  | Mikosch     | 156                 | 1161,5              | 160                 | 1477,5 | 14.     |
| WKKW indywidualnie | Charles Stoffel                                              | Kreuzritter | 149                 | 1077,0              | 240                 | 1466,0 | 15.     |
| WKKW indywidualnie | Werner Fehr                                                  | Prahlhans   | 152                 | 1042,5              | 200                 | 1395,0 | 18.     |
| WKKW indywidualnie | René de Ribeaupierre                                         | Adel        | 100                 | 724,5               | 80                  | 904,5  | 28.     |
| WKKW drużynowo     | Hans Bühler Charles Stoffel Werner Fehr René de Ribeaupierre | jak wyżej   | punktacja jak wyżej | punktacja jak wyżej | punktacja jak wyżej | 4338,5 | 4.      |

### Kolarstwo

#### Kolarstwo szosowe
| Zawodnik                                                 | Konkurencja                    | Czas       | Pozycja |
| -------------------------------------------------------- | ------------------------------ | ---------- | ------- |
| Albert Blattmann                                         | jazda indywidualna na czas (m) | 6:34:09,0  | 5.      |
| Otto Lehner                                              | jazda indywidualna na czas (m) | 6:43:39,0  | 14.     |
| Georges Antenen                                          | jazda indywidualna na czas (m) | 6:53:27,0  | 21.     |
| Fritz Bossi                                              | jazda indywidualna na czas (m) | 7:05:43,4  | 28.     |
| Albert Blattmann Otto Lehner Georges Antenen Fritz Bossi | jazda drużynowa na czas (m)    | 20:11:15,0 | 4.      |

#### Kolarstwo torowe
| Konkurencja                     | Zawodnik                                                      | Eliminacje                   | Eliminacje | Eliminacje | Repasaże                          | Repasaże | Repasaże | Ćwierćfinał                              | Ćwierćfinał | Ćwierćfinał | Repasaże                                 | Repasaże | Repasaże | Półfinały                  | Półfinały | Półfinały | Finał      | Finał | Finał   | Pozycja |
| Konkurencja                     | Zawodnik                                                      | Przeciwnik                   | Czas       | Miejsce    | Przeciwnik                        | Czas     | Miejsce  | Przeciwnik                               | Czas        | Miejsce     | Przeciwnik                               | Czas     | Miejsce  | Przeciwnik                 | Czas      | Miejsce   | Przeciwnik | Czas  | Miejsce | Pozycja |
| ------------------------------- | ------------------------------------------------------------- | ---------------------------- | ---------- | ---------- | --------------------------------- | -------- | -------- | ---------------------------------------- | ----------- | ----------- | ---------------------------------------- | -------- | -------- | -------------------------- | --------- | --------- | ---------- | ----- | ------- | ------- |
| sprint                          | Louis Mermillod                                               | Jaap Meijer Ferenc Uhereczky | b.d        | 2.         | Ferenc Uhereczky Oldřich Červinka | b.d      | 1.       | Francesco Del Grosso Franciszek Szymczyk | b.d         | 2.          | Pierre De Bruyne János Grimm George Owen | b.d      | 1.       | Jean Cugnot George Dempsey | b.d       | 3.        | NQ         | NQ    | NQ      | NQ      |
| wyścig na dochodzenie drużynowy | Ernst Leutert Arnold Nötzli Ernst Richli Gottfried Weilenmann | Czechosłowacja               | 5:23,0     | 1.         | N/A                               | N/A      | N/A      | Francja                                  | 5:21,6      | 2.          | N/A                                      | N/A      | N/A      | NQ                         | NQ        | NQ        | NQ         | NQ    | NQ      | 5.      |

### Lekkoatletyka
Konkurencje biegowe
| Konkurencja                 | Zawodnik                                            | Eliminacje | Eliminacje | Ćwierćfinał | Ćwierćfinał | Półfinał | Półfinał | Finał   | Finał   |    |    |
| Konkurencja                 | Zawodnik                                            | Wynik      | Miejsce    | Wynik       | Miejsce     | Wynik    | Miejsce  | Wynik   | Miejsce |    |    |
| --------------------------- | --------------------------------------------------- | ---------- | ---------- | ----------- | ----------- | -------- | -------- | ------- | ------- | -- | -- |
| 100 m                       | Walter Strebi                                       | 11,2       | 2.         | DNS         | DNS         | NQ       | NQ       | NQ      | NQ      |    |    |
| 100 m                       | Karl Borner                                         | b.d        | 3.         | NQ          | NQ          | NQ       | NQ       | NQ      | NQ      |    |    |
| 100 m                       | David Moriaud                                       | b.d        | 4.         | NQ          | NQ          | NQ       | NQ       | NQ      | NQ      |    |    |
| 200 m                       | Karl Borner                                         | b.d        | 3.         | NQ          | NQ          | NQ       | NQ       | NQ      | NQ      |    |    |
| 400 m                       | Josef Imbach                                        | 51,8       | 1.         | 48,0        | 1.          | 48,3     | 2.       | DNF     | DNF     |    |    |
| 400 m                       | Christian Simmen                                    | b.d        | 5.         | NQ          | NQ          | NQ       | NQ       | NQ      | NQ      |    |    |
| 800 m                       | Paul Martin                                         | 2:00,2     | 1.         | N/A         | N/A         | 1:55,6   | 3.       | 1:52,6  | srebro  |    |    |
| 1500 m                      | Willy Schärer                                       | N/A        | N/A        | N/A         | N/A         | 4:06,6   | 1.       | 3:55,0  | srebro  |    |    |
| 5000 m                      | William Marthe                                      | N/A        | N/A        | N/A         | N/A         | DNF      | DNF      | NQ      | NQ      |    |    |
| 110 m przez płotki          | Willi Moser                                         | b.d        | 2.         | N/A         | N/A         | 16,1     | 5.       | NQ      | NQ      |    |    |
| 110 m przez płotki          | Victor Moriaud                                      |            |            | b.d         | 3.          | N/A      | N/A      | NQ      | NQ      | NQ | NQ |
| sztafeta 4 × 100 m mężczyzn | Karl Borner Heinz Hemmi Josef Imbach Victor Moriaud | 42,2       | 1.         | N/A         | N/A         | 42,2     | 2.       | DSQ     | DSQ     |    |    |
| chód na 10 km               | Arthur Schwab                                       | N/A        | N/A        | N/A         | N/A         | b.d      | 3.       | 49:50,0 | 5.      |    |    |

Konkurencje techniczne
| Konkurencja    | Zawodnik      | Eliminacje | Eliminacje | Finał | Finał   |
| Konkurencja    | Zawodnik      | Wynik      | Miejsce    | Wynik | Miejsce |
| -------------- | ------------- | ---------- | ---------- | ----- | ------- |
| skok w dal     | Adolf Meier   | 6,61       | 17.        | NQ    | NQ      |
| pchnięcie kulą | Werner Nüesch | 12,45      | 21.        | NQ    | NQ      |
| pchnięcie kulą | Otto Garnus   | 12,12      | 23.        | NQ    | NQ      |
| rzut dyskiem   | Werner Nüesch | 38,205     | 16.        | NQ    | NQ      |
| rzut dyskiem   | Otto Garnus   | 35,16      | 26.        | NQ    | NQ      |
| rzut oszczepem | Hans Wipf     | 48,57      | 21.        | NQ    | NQ      |
| rzut oszczepem | Willi Moser   | 46,80      | 25.        | NQ    | NQ      |

| Zawodnik        | Konkurencje   | Konkurencje                | Wyniki | Punkty    | Miejsce |
| --------------- | ------------- | -------------------------- | ------ | --------- | ------- |
| Constant Bucher | pięciobój     | skok w dal                 | 6,170  | 21        | 21.     |
| Constant Bucher | pięciobój     | rzut oszczepem             | 38,95  | 24        | 24.     |
| Constant Bucher | pięciobój     | Bieg na 200 m              | 24,4   | 18        | 18.     |
| Constant Bucher | pięciobój     | rzut dyskiem               | DNS    | DNS       | DNS     |
| Constant Bucher | pięciobój     | Bieg na 1500 m             | DNS    | DNS       | DNS     |
| Constant Bucher | pięciobój     | Finał                      |        | 63        | 22.     |
| Ernst Gerspach  | dziesięciobój | bieg 100 m                 | 11,4   | 809,6     | 2.      |
| Ernst Gerspach  | dziesięciobój | skok w dal                 | 6,46   | 720,7     | 9.      |
| Ernst Gerspach  | dziesięciobój | pchnięcie kulą             | 10,355 | 501,5     | 21.     |
| Ernst Gerspach  | dziesięciobój | skok wzwyż                 | 1,70   | 678       | 8.      |
| Ernst Gerspach  | dziesięciobój | bieg 400 m                 | 53,4   | 804,48    | 9.      |
| Ernst Gerspach  | dziesięciobój | bieg na 110 m przez płotki | 16,8   | 829       | 5.      |
| Ernst Gerspach  | dziesięciobój | rzut dyskiem               | 33,91  | 570,60    | 8.      |
| Ernst Gerspach  | dziesięciobój | skok o tyczce              | 3,40   | 703,0     | 4.      |
| Ernst Gerspach  | dziesięciobój | rzut oszczepem             | 44,82  | 555,05    | 10.     |
| Ernst Gerspach  | dziesięciobój | bieg na 1500 m             | 5:08,2 | 571,6     | 13.     |
| Ernst Gerspach  | dziesięciobój | Finał                      |        | 6743,53   | 6.      |
| Constant Bucher | dziesięciobój | bieg 100 m                 | 11,4   | 809,6     | 2.      |
| Constant Bucher | dziesięciobój | skok w dal                 | 6,12   | 637,4     | 25.     |
| Constant Bucher | dziesięciobój | pchnięcie kulą             | 9,71   | 437,0     | 28      |
| Constant Bucher | dziesięciobój | skok wzwyż                 | 1,60   | 538       | 21.     |
| Constant Bucher | dziesięciobój | bieg 400 m                 | 54,0   | 781,92    | 12.     |
| Constant Bucher | dziesięciobój | bieg na 110 m przez płotki | 18,4   | 677       | 20.     |
| Constant Bucher | dziesięciobój | rzut dyskiem               | 34,78  | 603,66    | 6.      |
| Constant Bucher | dziesięciobój | skok o tyczce              | 2,90   | 433,0     | 16.     |
| Constant Bucher | dziesięciobój | rzut oszczepem             | 39,415 | 406,4125  | 17.     |
| Constant Bucher | dziesięciobój | bieg na 1500 m             | 4:57,2 | 637,6     | 11.     |
| Constant Bucher | dziesięciobój | Finał                      |        | 5961,5925 | 15.     |
| Adolf Meier     | dziesięciobój | bieg 100 m                 | 11,6   | 762,0     | 8.      |
| Adolf Meier     | dziesięciobój | skok w dal                 | 6,175  | 650,875   | 22.     |
| Adolf Meier     | dziesięciobój | pchnięcie kulą             | 10,00  | 466,0     | 25.     |
| Adolf Meier     | dziesięciobój | skok wzwyż                 | 0      | 0         | NM      |
| Adolf Meier     | dziesięciobój | bieg 400 m                 | 55,2   | 736,8     | 1.      |
| Adolf Meier     | dziesięciobój | bieg na 110 m przez płotki | 17,0   | 810       | 8.      |
| Adolf Meier     | dziesięciobój | rzut dyskiem               | DNS    | DNS       | DNS     |
| Adolf Meier     | dziesięciobój | skok o tyczce              | DNS    | DNS       | DNS     |
| Adolf Meier     | dziesięciobój | rzut oszczepem             | DNS    | DNS       | DNS     |
| Adolf Meier     | dziesięciobój | bieg na 1500 m             | DNS    | DNS       | DNS     |
| Adolf Meier     | dziesięciobój | Finał                      |        | DNF       | DNF     |

### Piłka nożna
Reprezentacja mężczyzn
| - Hans Pulver - Adolphe Reymond - Rudolf Ramseyer - August Oberhauser - Paul Schmiedlin - Aron Pollitz - Karl Ehrenbolger - Robert Pache |  | - Walter Dietrich - Max Abegglen - Paul Fässler - Félix Bédouret - Adolfo Mengotti - Paolo Sturzenegger - Edmond Kramer |

Runda 1
| 25 maja 1924 15:30 | Szwajcaria · Sturzenegger 2', 43', 68', 85' · Dietrich 14' · Abegglen 41', 50', 58' · Ramseyer 63' (k.) | 9–0Report | Litwa | Stade Pershing, Vincennes Widzów: 8,110 Sędzia: Antonio Scamoni (ITA) |
|                    | |           |       |                                                                       |

Runda 2
| 28 maja 1924 17:00 | Szwajcaria · Dietrich 79' | 1–1 (dogrywka)Report | Czechosłowacja · Sloup 21' (k.) | Stade Bergeyre Widzów: 12,000 Sędzia: P. Chr. Andersen (NOR) |
|                    |                           |                      |                                 |                                                              |

| 30 maja 1924 17:00 | Szwajcaria · Pache 87' | 1–0Report | Czechosłowacja | Stade Bergeyre Widzów: 10,000 Sędzia: Marcel Slawik (FRA) |
|                    |                        |           |                |                                                           |

Ćwierćfinał 
| 2 czerwca 1924 17:00 | Szwajcaria · Sturzenegger 47' · Abegglen 60' | 2–1Report | Włochy · Della Valle 52' | Stade Bergeyre Widzów: 12,000 Sędzia: Johannes Mutters (NED) |
|                      |                                              |           |                          |                                                              |

Półfinał 
| 5 czerwca 1924 17:00 | Szwajcaria · Abegglen 15', 77' | 2–1Report | Szwecja · Kock 41' | Stade Olympique, Colombes Widzów: 7,448 Sędzia: Mihaly Ivancsics (HUN) |
|                      |                                |           |                    |                                                                        |

Finał 
| 9 czerwca 1924 16:30 | Urugwaj · Petrone 9' · Cea 65' · Romano 82' | 3–0Report | Szwajcaria | Stade Olympique, Colombes Widzów: 41,000 Sędzia: Marcel Slawik (FRA) |
|                      |                                             |           |            |                                                                      |

### Piłka wodna
- Reprezentacja mężczyzn

| - Charles Biefer - Henri Demiéville - Robert Girod - Charles Kopp |  | - Albert Moret - Fernand Moret - Robert Wyss |

Turniej główny
Runda 1
| 14 lipca 1924 | Holandia | 7:0 | Szwajcaria |  |
| 11:15         |          |     |            |  |

Reprezentacja Szwajcarii została sklasyfikowana na 10. miejscu.

### Pływanie
Mężczyźni
| Konkurencja      | Zawodnik     | Eliminacje | Eliminacje | Półfinał | Półfinał | Finał  | Finał   |
| Konkurencja      | Zawodnik     | Czas       | Miejsce    | Czas     | Miejsce  | Czas   | Miejsce |
| ---------------- | ------------ | ---------- | ---------- | -------- | -------- | ------ | ------- |
| 100 m dowolnym   | Charles Kopp | 1:15,0     | 4.         | NQ       | NQ       | NQ     | NQ      |
| 200 m klasycznym | Robert Wyss  | 3:03,6     | 2.         | 3:04,2   | 3.       | 3:05,6 | 5.      |

### Podnoszenie ciężarów
| Konkurencja      | Zawodnik          | Wyciskanie jednorącz | Podrzut jednorącz | Rwanie  | Wyciskanie oburącz | Podrzut oburącz | Łącznie  | Pozycja |
| ---------------- | ----------------- | -------------------- | ----------------- | ------- | ------------------ | --------------- | -------- | ------- |
| waga piórkowa    | Arthur Reinmann   | 57,5 kg              | 70 kg             | 80 kg   | 75 kg              | 100 kg          | 382,5 kg | brąz    |
| waga piórkowa    | Edgar Juillerat   | 55 kg                | 70 kg             | 67,5 kg | 75 kg              | 100 kg          | 367,5 kg | 8.      |
| waga lekka       | Joseph Jaquenoud  | 65 kg                | 85 kg             | 77,5 kg | 85 kg              | 105 kg          | 417,5 kg | 5.      |
| waga lekka       | Félix Bichsel     | 70 kg                | 95 kg             | 65 kg   | 75 kg              | 105 kg          | 410 kg   | 8.      |
| waga lekka       | Jules von Gunten  | 65 kg                | 77,5 kg           | 72,5 kg | 75 kg              | 100 kg          | 390 kg   | 14.     |
| waga średnia     | Albert Aeschmann  | 67,5 kg              | 87,5 kg           | 82,5 kg | 87,5 kg            | 117,5 kg        | 442,5 kg | 5.      |
| waga lekkociężka | Fritz Hünenberger | 80 kg                | 107,5 kg          | 80 kg   | 97,5 kg            | 125 kg          | 490 kg   | srebro  |
| waga lekkociężka | Anton Schärer     | 75 kg                | 85 kg             | 100 kg  | 95 kg              | 120 kg          | 475 kg   | 7.      |
| waga ciężka      | Eugène Peney      | 65 kg                | 85 kg             | 80 kg   | DNF                | DNS             | DNF      | DNF     |

### Skoki do wody
Mężczyźni
| Konkurencja   | Zawodnik        | Eliminacje | Eliminacje | Finał | Finał   |
| Konkurencja   | Zawodnik        | Wynik      | Pozycja    | Wynik | Pozycja |
| ------------- | --------------- | ---------- | ---------- | ----- | ------- |
| trampolina 3m | Arthur Bischoff | 385        | 6.         | NQ    | NQ      |

### Strzelectwo
| Konkurencja                      | Zawodnik                                                               | Finał | Finał   |
| Konkurencja                      | Zawodnik                                                               | Wynik | Pozycja |
| -------------------------------- | ---------------------------------------------------------------------- | ----- | ------- |
| karabin małokalibrowy leżąc 50 m | Josias Hartmann                                                        | 394   | brąz    |
| karabin małokalibrowy leżąc 50 m | Jakob Reich                                                            | 392   | 7.      |
| karabin małokalibrowy leżąc 50 m | Walter Lienhard                                                        | 390   | 10.     |
| karabin małokalibrowy leżąc 50 m | Willy Schnyder                                                         | 376   | 41.     |
| karabin dowolny 600 m leżąc      | Conrad Stucheli                                                        | 82    | 24.     |
| karabin dowolny 600 m leżąc      | Jakob Reich                                                            | 81    | 31.     |
| karabin dowolny 600 m leżąc      | Arnold Rösli                                                           | 79    | 35.     |
| karabin dowolny 600 m leżąc      | Albert Tröndle                                                         | 73    | 51.     |
| karabin dowolny, drużynowo       | Jakob Reich Arnold Rösli Willy Schnyder Conrad Stucheli Albert Tröndle | 635   | 4.      |

### Szermierka
| Konkurencja          | Zawodnik                                                                                          | 1 runda | 1 runda | 2 runda                                                                   | 2 runda | Ćwierćfinał | Ćwierćfinał | Półfinały | Półfinały | Finał      | Finał | Pozycja |
| Konkurencja          | Zawodnik                                                                                          | Przeciwnik | Wynik   | Przeciwnik                                                                | Wynik   | Przeciwnik | Wynik       | Przeciwnik | Wynik     | Przeciwnik | Wynik | Pozycja |
| -------------------- | ------------------------------------------------------------------------------------------------- | --- | ------- | ------------------------------------------------------------------------- | ------- | --- | ----------- | --- | --------- | ---------- | ----- | ------- |
| szpada indywidualnie | Constantin Antoniades                                                                             | George Breed Charles Biscoe Virgilio Mantegazza Carl Gripenstedt Krikor Agathon Domingo Mendy Charles Delporte Josef Jungmann Miguel Zabalza |         | N/A                                                                       | N/A     | NQ | NQ          | NQ | NQ        | NQ         | NQ    | NQ      |
| szpada indywidualnie | Frédéric Fitting                                                                                  | Roger Ducret Robert Frater Pedro Nazar Paul Anspach Teodoros Fustanos Conrado Rolando Eduardo Alonso Josef Javůrek                           |         | N/A                                                                       | N/A     | Armand Massard Renzo Compagna Trifon Triandafilakos Mário de Noronha Allan Milner Paul Anspach Willem van Blijenburgh Conrado Rolando Robert Frater Bror Lagercrantz |             | Renzo Compagna Gaston Cornereau Charles Delporte Léon Tom Nils Hellsten Mário de Noronha Raoul Heide Luis Lucchetti Henri Jacquet Ivan Osiier Roger Ducret          |           | NQ         | NQ    | NQ      |
| szpada indywidualnie | Eugène Empeyta                                                                                    | Armand Massard Allan Milner Ivan Osiier Martin Holt Luis Lucchetti Ramíro Mañalich Salvador Quesada Santos Ferreira                          |         | N/A                                                                       | N/A     | Ernest Gevers Georges Buchard Nils Hellsten Virgilio Mantegazza Charles Biscoe Joseph Misrahi Sigurd Akre Pieter von Boven Wenceslao Paunero                         |             | Virgilio Mantegazza Paul Anspach Armand Massard Ernest Gevers Peter Ryefelt Allan Milner Charles Biscoe Georges Buchard Ramón Fonst Domingo García Carl Gripenstedt |           | NQ         | NQ    | NQ      |
| szpada indywidualnie | Henri Jacquet                                                                                     | Domingo García Ramón Fonst Raoul Heide Georges Buchard Bror Lagercrantz Jan de Beaufort Jens Berthelsen Francisco Bollini António de Castro  |         | N/A                                                                       | N/A     | Ramón Fonst Carl Gripenstedt Gaston Cornereau George Breed Léon Tom Peter Ryefelt Rui Mayer Wouter Brouwer Pedro Nazar                                               |             | Renzo Compagna Gaston Cornereau Charles Delporte Léon Tom Nils Hellsten Mário de Noronha Raoul Heide Luis Lucchetti Roger Ducret Ivan Osiier Frédéric Fitting       |           | NQ         | NQ    | NQ      |
| szpada drużynowo     | John Albaret Constantin Antoniades Eugène Empeyta Frédéric Fitting Henri Jacquet                  | Kuba · Grecja | W       | N/A                                                                       | N/A     | Belgia · Stany Zjednoczone | P R         | NQ | NQ        | NQ         | NQ    | NQ      |
| floret indywidualnie | Édouard Fitting                                                                                   | Nicolaas Nederpeld |         | Juan Delgado Manuel Queiróz Philip Doyne Charles Crahay Alois Gottfried   | P W     | NQ | NQ          | NQ | NQ        | NQ         | NQ    | NQ      |
| floret indywidualnie | Eugène Empeyta                                                                                    | Charles Crahay Roberto Larraz Roger Ducret                                                                                                   | P       | NQ                                                                        | NQ      | NQ | NQ          | NQ | NQ        | NQ         | NQ    | NQ      |
| floret indywidualnie | Frédéric Fitting                                                                                  | Robert Montgomerie Harold Bloomer Ernst Huber                                                                                                | W P     | Edgar Seligman Ivan Osiier Kurt Ettinger Adrianus de Jong Santiago García | P W     | NQ | NQ          | NQ | NQ        | NQ         | NQ    | NQ      |
| floret indywidualnie | John Albaret                                                                                      | Pedro Mendy Kurt Ettinger Svend Munck Konrad Winkler                                                                                         | P W     | George Calnan Robert Montgomerie Horacio Casco Diego Díez Roger Ducret    | P       | NQ | NQ          | NQ | NQ        | NQ         | NQ    | NQ      |
| floret drużynowo     | John Albaret Constantin Antoniades Eugène Empeyta Édouard Fitting Frédéric Fitting Charles Rochat | Dania |         | N/A                                                                       | N/A     | Włochy · Węgry · Austria | P W         | NQ | NQ        | NQ         | NQ    | NQ      |

Kobiety
| Konkurencja          | Zawodnik            | Ćwierćfinał                                                                                   | Ćwierćfinał | Półfinały                                                                | Półfinały | Finał      | Finał | Pozycja |
| Konkurencja          | Zawodnik            | Przeciwnik                                                                                    | Wynik       | Przeciwnik                                                               | Wynik     | Przeciwnik | Wynik | Pozycja |
| -------------------- | ------------------- | --------------------------------------------------------------------------------------------- | ----------- | ------------------------------------------------------------------------ | --------- | ---------- | ----- | ------- |
| floret indywidualnie | Emma Fitting        | Gladys Davies Elsa Hellquist Ellen Osiier Johanna Stokhuyzen-de Jong Yvonne Conte Irma Hopper | P W         | Gladys Davies Grete Heckscher Gizella Tary Lucienne Prost Ellen Hamilton | P W       | NQ         | NQ    | NQ      |
| floret indywidualnie | Judith Morgenthaler | Lucienne Prost Muriel Freeman Hanna Olsen Ingeborg Buhl Adriana Admiraal-Meijerink            | P p W p     | NQ                                                                       | NQ        | NQ         | NQ    | NQ      |
| floret indywidualnie | S. Bonnard          | Grete Heckscher Fernande Tassy Gizella Tary Adelaide Gehrig Alice Walker                      | P W P       | NQ                                                                       | NQ        | NQ         | NQ    | NQ      |

### Tenis ziemny
| Konkurencja | Zawodnik                            | 1 runda                               | 2 runda                                                  | 3 runda                                            | 4 runda          | Ćwierćfinały     | Półfinały        | Finał            | Miejsce |
| Konkurencja | Zawodnik                            | Przeciwnik Wynik                      | Przeciwnik Wynik                                         | Przeciwnik Wynik                                   | Przeciwnik Wynik | Przeciwnik Wynik | Przeciwnik Wynik | Przeciwnik Wynik | Miejsce |
| ----------- | ----------------------------------- | ------------------------------------- | -------------------------------------------------------- | -------------------------------------------------- | ---------------- | ---------------- | ---------------- | ---------------- | ------- |
| Singiel (m) | Charles Aeschlimann                 | BYE                                   | Carlos Dumas W 3:0 (7:5,6:4,6:0)                         | Béla von Kehrling P 2:3 (6:4,8:6,5:7,2:6.3:6)      | NQ               | NQ               | NQ               | NQ               | 17.     |
| Singiel (m) | Maurice Ferrier                     | Ernst Schybergson W 3:0 (6:4,6:3,6:3) | Sydney Jacob P 1:3 (7:5,3:6,1:6,1:6)                     | NQ                                                 | NQ               | NQ               | NQ               | NQ               | 33.     |
| Singiel (m) | Pablo Debran                        | Edwin McCrea W 3:0 (6:4,6:4,6:0)      | Umberto De Morpurgo P 0:3 (2:6,3:6,3:6)                  | NQ                                                 | NQ               | NQ               | NQ               | NQ               | 33.     |
| Singiel (m) | Hanns Syz                           | BYE                                   | Patrick Spence P 0:3 (3:6,2:6,5:7)                       | NQ                                                 | NQ               | NQ               | NQ               | NQ               | 33.     |
| debel (m)   | Pablo Debran Hanns Syz              | N/A                                   | Edwin McCrea William Ireland W 3:2 (4:6,6:2,6:2,1:6,6:4) | Erik Tegner Einer Ulrich P 0:0 (0:6,0:6,1:6)       | NQ               | NQ               | NQ               | NQ               | 16.     |
| debel (m)   | Charles Aeschlimann Maurice Ferrier | N/A                                   | Louis Raymond Patrick Spence W 3:0 (w/o)                 | Jan Koželuh Ladislav Žemla P 1:3 (4:6,6:3,4:6,4:6) | NQ               | NQ               | NQ               | NQ               | 16.     |

### Wioślarstwo
| Konkurencja           | Zawodnik                                                                           | Runda 1 | Runda 1 | Ćwierćfinał | Ćwierćfinał | Półfinał | Półfinał | Repasaże | Repasaże | Finał  | Finał | Pozycja |
| Konkurencja           | Zawodnik                                                                           | Czas    | M.      | Czas        | M.          | Czas     | M.       | Czas     | M.       | Czas   | M.    | Pozycja |
| --------------------- | ---------------------------------------------------------------------------------- | ------- | ------- | ----------- | ----------- | -------- | -------- | -------- | -------- | ------ | ----- | ------- |
| Jedynka               | Josef Schneider                                                                    | N/A     | N/A     | N/A         | N/A         | 7:15,6   | 1.       | N/A      | N/A      | 8:01,1 | 3.    | brąz    |
| Dwójka podwójna       | Rudolf Bosshard Heini Thoma                                                        | N/A     | N/A     | N/A         | N/A         | 6:55,0   | 1.       | N/A      | N/A      | b.d    | 3.    | brąz    |
| dwójka ze sternikiem  | Édouard Candeveau Alfred Felber Émile Lachapelle                                   | N/A     | N/A     | N/A         | N/A         | 7:49,6   | 1.       | N/A      | N/A      | 8:39,0 | 1.    | złoto   |
| Czwórka bez sternika  | Émile Albrecht Alfred Probst Eugen Sigg Hans Walter                                | N/A     | N/A     | N/A         | N/A         | b.d      | 2.       | N/A      | N/A      | b.d    | 3.    | brąz    |
| Czwórka ze sternikiem | Émile Albrecht Émile Lachapelle Walter Loosli Alfred Probst Eugen Sigg Hans Walter | N/A     | N/A     | N/A         | N/A         | b.d      | 2.       | 7:27,7   | 1.       | 7:18,4 | 1.    | złoto   |

### Zapasy
| Zawodnik                    | Konkurencja     | Runda pierwsza           | Runda druga      | Runda trzecia    | Runda czwarta    | Runda piąta      | Runda szósta     | Runda siódma     | Runda finałowa   | Pozycja |
| Zawodnik                    | Konkurencja     | Przeciwnik Wynik         | Przeciwnik Wynik | Przeciwnik Wynik | Przeciwnik Wynik | Przeciwnik Wynik | Przeciwnik Wynik | Przeciwnik Wynik | Przeciwnik Wynik | Pozycja |
| --------------------------- | --------------- | ------------------------ | ---------------- | ---------------- | ---------------- | ---------------- | ---------------- | ---------------- | ---------------- | ------- |
| styl klasyczny waga średnia | Jules Grandjean | Émile Clody p            | Oldřich Pštros p | NQ               | NQ               | NQ               | NQ               | NQ               | N/A              | 20.     |
| styl klasyczny waga średnia | Louis Veuve     | Wacław Okulicz-Kozaryn p | Nikola Grbić p   | NQ               | NQ               | NQ               | NQ               | NQ               | N/A              | 20.     |

| Konkurencja                | Zawodnik        | 1/8 finału              | Ćwierćfinał       | Półfinał                      | Finał             | Miejsce |
| Konkurencja                | Zawodnik        | Przeciwnik Wynik        | Przeciwnik Wynik  | Przeciwnik Wynik              | Przeciwnik Wynik  | Miejsce |
| -------------------------- | --------------- | ----------------------- | ----------------- | ----------------------------- | ----------------- | ------- |
| styl wolny waga lekka      | Édouard Belet   | Ernest Bacon W          | George Gardiner p | NQ                            | NQ                | 5.      |
| styl wolny waga lekka      | Auguste Corti   | Arvo Haavisto p         | NQ                | NQ                            | NQ                | 9.      |
| styl wolny waga półśrednia | Hermann Gehri   | Gaston Fichu W          | William Johnson W | Eino Leino W                  | Guy Lookabough W  | złoto   |
| styl wolny waga półśrednia | Otto Müller     | Guy Lookabough P        | NQ                | Donald Stockton W             | William Johnson p | brąz    |
| styl wolny waga średnia    | Fritz Hagmann   | Robert Christoffersen W | Johan Penttilä W  | Noel Rhys W                   | Pierre Ollivier W | złoto   |
| styl wolny waga średnia    | Emile Tognetti  | Bernard Rowe W          | Pierre Ollivier p | Johan Penttilä p              | NQ                | 5.      |
| styl wolny waga półciężka  | Charles Courant | Charles Strack W        | Poul Hansen W     | Johan Svensson p              | NQ                | brąz    |
| styl wolny waga półciężka  | Fritz Roth      | Poul Hansen p           | NQ                | NQ                            | NQ                | 11.     |
| styl wolny waga ciężka     | Henri Wernli    | Edmond Dame W           | Johan Richthoff W | Harry Steel P Ernst Nilsson W | Andrew McDonald W | srebro  |
| styl wolny waga ciężka     | Hans Roth       | Hjalmar Nyström W       | Toivo Pohjala p   | NQ                            | NQ                | 8.      |

### Żeglarstwo
| Zawodnik      | Konkurencja        | Eliminacje       | Eliminacje        | Półfinały        | Półfinały         | Punkty | Finałowa pozycja |
| Zawodnik      | Konkurencja        | Wyścig I miejsce | Wyścig II miejsce | Wyścig I miejsce | Wyścig II miejsce | Punkty | Finałowa pozycja |
| ------------- | ------------------ | ---------------- | ----------------- | ---------------- | ----------------- | ------ | ---------------- |
| Ella Maillart | monotyp olimpijski | 5.               | 3.                | NQ               | NQ                | NQ     | NQ               |